# CBS Records (2006)
Pour les articles homonymes, voir CBS Records.
CBS Records est un label discographique américain, anciennement basé à Los Angeles, en Californie, actif entre 2006 et 2017. 

## Histoire
Le label est fondé par CBS Corporation en 2006 pour tirer parti de la musique de ses propriétés de divertissement détenues par CBS Studios. La liste initiale du label ne comprenait que trois artistes : le groupe de rock Señor Happy et les auteurs-compositeurs-interprètes Will Dailey et P.J. Olsson.
Le label s'appuie principalement sur la distribution numérique, comme iTunes, et sur les ventes directes à partir de son propre site web. Cependant, il signe un accord pour distribuer des CD par l'intermédiaire de RED Distribution, une filiale de Sony Music Entertainment que CBS Inc. possédait auparavant. Le siège de CBS Records se trouvait à Television City, à Los Angeles.
Le nom « CBS Records » est également utilisé dans les années 1960 pour distribuer les produits de Columbia Records en dehors des États-Unis et du Canada. Cela était nécessaire car EMI possédait un autre label discographique appelé Columbia, qui opérait sur tous les marchés à l'exception de l'Amérique du Nord, de l'Espagne et du Japon. En 1988, CBS vend le label à Sony. En 1991, le label CBS est officiellement rebaptisé Columbia Records, et la société est rebaptisée Sony Music Entertainment. 